# Nghệ thuật săn quỷ và nấu mì
The Uncanny Counter (tiếng Hàn: 경이로운 소문; Romaja: gyeong-iloun somun), tại Việt Nam được biết với tên gọi Nghệ thuật săn quỷ và nấu mì là một bộ phim truyền hình Hàn Quốc ra mắt năm 2020, với sự tham gia của Jo Byung-gyu, Kim Se-jeong và Yum Hye-ran, dựa trên webtoon Daum Amazing Rumor của Jang Yi. Do Yoo Sun-dong đạo diễn, bộ phim kể về câu chuyện của những linh hồn ma quỷ từ thế giới bên kia xuống Trái đất để có cuộc sống vĩnh hằng và nhóm thợ săn hồn ma được gọi là "Khắc tinh" được cử đến Trái đất để bắt chúng.
Bộ phim chính thức khởi chiếu trên đài OCN vào ngày 28 tháng 11 năm 2020 vào thứ Bảy và Chủ nhật hàng tuần lúc 22:30 (KST) cho đến tập cuối vào ngày 24 tháng 1 năm 2021. Bộ phim cũng sẽ có sẵn nền trên tảng dịch vụ xem phim trực tuyến Netflix. Bộ phim có tỷ suất người xem cao nhất đài OCN cho tới thời điểm hiện tại. Nhà sản xuất thông báo đã lên kế hoạch sản xuất phần 2, sau thành công rực rỡ ở phần 1.

## Tóm tắt
Tại một thành phố hư cấu Jungjin, một nhóm người săn quỷ được gọi "Bộ đếm", họ làm nhiệm vụ tìm kiếm và trục xuất những linh hồn ác quỷ thoát khỏi thế giới bên kia để có được sự bất tử. Những linh hồn ác quỷ tìm kiếm và chiếm hữu vật chủ của mình là những người địa phương, những tên sát nhân hoặc những người bạo lực muốn giết người, khuyến khích vật chủ giết người và hấp thụ linh hồn của nạn nhân. Những người có thể tham gia hội săn quỷ là những người đã từng hôn mê, họ đứng giữa ranh giới sự sống và cái chết, họ liên kết với linh hồn cộng sự từ Yung, chiếm hữu và mang lại cho họ cơ thể và ý thức hoàn toàn khỏe mạnh cùng với sức mạnh siêu phàm và khả năng siêu nhiên. 3 thành viên của nhóm "Bộ đếm" là Ga Mo-tak (Yoo Jun-sang), Do Ha-na (Kim Se-jeong) và Chu Mae-ok (Yeom Hye-ran). Họ cùng nhau làm việc tại quán Mì Của Chị, và cũng là nơi ẩn náu của họ.
Một ngày nọ, thành viên thứ 4 của nhóm là Jang Cheol-jung (Sung Ji-ru) đã thất bại và bị giết bởi một linh hồn ác quỷ "cấp 3". Sau khi linh hồn của anh bị hấp thụ bởi ác quỷ, đối tác Yung của anh là Wi-gen (Moon Sook) phải vật lộn tìm một người đang hôn mê để chiếm hữu. Thật bất ngờ, bà nhanh chóng bị thu hút bởi nam sinh trung học So Mun (Jo Byung-gyu), mặc dù bị tàn tật, nhưng vẫn hoàn toàn khỏe mạnh và còn sống. Ngay sau khi Wi-gen chiếm hữu So Mun, anh bắt đầu nhận thấy những thay đổi kỳ lạ trên cơ thể mình và bắt đầu nhìn thấy Wi-gen trong giấc mơ của mình. Chẳng bao lâu, Mun tìm thấy câu trả lời tại quán Mì của Chị, và khi trở thành người thay thế Cheol-jung quá cố, anh thấy mình đang ở trong một hành trình ly kỳ chiến đấu chống lại những con quỷ khát máu, tìm lại quá khứ của mình và khám phá ra sự thật xấu xa đằng sau công trình tái phát triển dự án ở Jungjin.

## Diễn viên

### Vai chính
- Jo Byung-gyu vai So Mun[b][12]

Anh là thành viên mới gia nhập và là thành viên trẻ nhất của đội Bộ đếm; anh làm việc bán thời gian tại quán Mì Của Chị. Mun là một học sinh tàn tật, vụ tai nạn xe hơi 7 năm trước đã khiến anh mất đi cha mẹ và khiến chân anh không thể đi lại bình thường. Anh có  năng khiếu vẽ và đang sáng tác 1 bộ truyện webtoon siêu anh hùng cùng với những người bạn thân nhất của mình là Ung-min và Ju-yeon. Anh là một người có vẻ ngoài nhu mì, nhưng đằng sau đó là một ý thức mạnh mẽ về công lý, trách nhiệm và luôn bảo vệ bạn bè của mình. Sau khi bị linh hồn Yung Wi-gen chiếm hữu, anh ta trở thành Counter và thay thế vật chủ con người cũ của Wi-gen, Cheol-jung, người đã bị một linh hồn ác sát hại.  Là một thành viên của Bộ đếm, anh sở hữu tốc độ siêu phàm và khả năng đo tâm lý tầm ngắn. Sau đó, anh có được khả năng cảm nhận được những linh hồn ma quỷ xâm nhập vào "Lãnh địa"  của Yung (nhưng trong phạm vi nhỏ hơn so với Ha-na) và sau đó, khả năng chạm vào và triệu hồi chính Lãnh địa theo ý muốn. Và theo như Wi-gen, Mun là cầu nối giữa Yung và trần gian
- Yoo Jun-sang vai Ga Mo-tak

Anh là một thành viên của đội Bộ đếm; một cựu cảnh sát và làm phụ bếp tại quán Mì Của Chị. Mo-tak được chú ý với vẻ ngoài cộc cằn nhưng anh cũng là một người hay pha trò. Anh bị hôn mê sau khi rơi xuống từ một tòa nhà cao tầng trong một cuộc chiến đẫm máu chống lại một băng nhóm xã hội đen 7 năm trước. Sau vụ việc xảy ra khiến anh bị mất trí nhớ. Anh ta trở thành một Counter khi bị chiếm hữu bởi cộng sự Yung của mình là Gi-ran. Ban đầu, anh miễn cưỡng chấp nhân So Mun cùng tham gia bởi vì điểm yếu rõ ràng của mình, nhưng sau đó anh đã giúp nuôi dưỡng Mun để sau này có thể trở thành một Counter tốt. Là một Counter, anh ta sở hữu sức mạnh siêu phàm và khả năng đo tâm lý tầm ngắn.
- Kim Se-jeong vai Do Ha-na

Cô là một thành viên của đội Bộ đếm và làm việc tại quán Mì Của Chị. Ha-na có tính cách đặc biệt và cô ghét những ai chạm vào người cô. Cô hôn mê sau khi bị đầu độc cùng với em gái mình. Cô trở thành một Counter khi bị chiếm hữu bởi đối tác Yung của mình là U-sik. Là một Counter, cô ấy có khả năng cảm nhận được những linh hồn ma quỷ xâm nhập Lãnh địa từ cách xa hàng trăm km. Cô cũng sở hữu sức mạnh tâm lý vượt trội hơn so với những người đồng đội của mình, cho phép cô đọc được ký ức từ nhiều năm trước và nhập những ký ức này như thể trong một thế giới vật chất.
- Yeom Hye-ran vai Chu Mae-ok

Cô là một thành viên của đội Bộ đếm và là đầu bếp tại quán Mì Của Chị. Mae-ok từng điều hành một studio nhiếp ảnh để kiếm sống. Cô trở thành Counter khi bị chiếm hữu bởi Su-ho, đồng đội Yung của cô. Là một Counter, cô sở hữu khả năng chữa bệnh, cố vấn cho Counters và là mẹ của Su-ho. Cô ấy toát lên một tính cách điềm đạm, luôn quan tâm và tích cực, trái ngược với Mo-tak và Ha-na.
- Yoo In-soo vai Na Jeok-bong (Phần 2)[13]

Anh là một Counter mới của nhóm trong phần 2. Jeok-bong có tính cách vụng về, không quen với mọi thứ. Anh trở thành một đối thủ mới theo lời giới thiệu của Mo-tak, người đã cảm động trước tinh thần hy sinh, khả năng của anh là có thể đánh hơi được mùi hương của linh hồn ma quỷ.

### Vai phụ

#### Yung
- Mun Sook vai Wi-gen[14]

Bà là đối tác Yung của So Mun. Wi-gen là thủ lĩnh của Yung, ranh giới giữa thế giới bên kia và thế giới của người sống. Bà rất ngạc nhiên bởi sự thật rằng bà có thể chiếm hữu So Mun mặc dù sau đó không bị hôn mê.
- Kim So-ra vai Kim Gi-ran

Đối tác Yung của Mo-tak. Gi-ran có một tinh thần ngay thẳng, cô cũng vô cùng tức giận bởi Mo-tak thi thoảng phá luật.
- Eun Ye-jun (phần 1), Kwon Duk-in (phần 2) vai Woo-sik

Đối tác Yung của Ha-na. Woo-sik có vẻ ngoài là một cậu bé nhưng anh ấy đã trưởng thành trong suy nghĩ và tính cách của mình.
- Lee Chan-hyung vai Kwon Su-ho[15]

Đối tác Yung của Mae-ok và là con trai ruột của cô. Su-ho chịu trách nhiệm lưu giữ hồ sơ về cái chết của Yung.
- Choi Kwang-je vai Jong-guk (Phần 2)[16][17]

Đối tác Yung của Jeok-bong. Jong-guk là một linh hồn có vẻ hèn nhát và không muốn Jeok-bong làm bất cứ điều gì hấp tấp.
- Woo Mi-hwa vai Công tố viên

#### Những người bị quỷ ám
- Lee Hong-nae vai Ji Chung-sin

Một con người bị chiếm hữu bởi một linh hồn ác quỷ cấp độ 3. Chung-sin làm việc trong một bãi phế liệu và thường xuyên được Thị trưởng Shin thuê làm sát thủ . Anh đã giết Cheol-joong quá cố trong một trận chiến khốc liệt. Anh ta cũng được tiết lộ là kẻ giết cha mẹ của Mun. Anh ta sở hữu sức mạnh của tâm thần và có thể nói bằng hai giọng (của anh ta và của linh hồn ác quỷ). Sau đó anh ta trở thành con quỷ cấp độ 4 và có được khả năng nhận thức Lãnh địa.
- Ok Ja-yeon vai Baek Hyang-hee[18]

Một con người bị chiếm hữu bởi một linh hồn ác quỷ cấp độ 3. Hyang-hee có xu hướng kết hôn với những người đàn ông giàu có để giết họ và cướp tiền của họ. Cô có sức mạnh của phép đo tâm lý và có thể giao tiếp với linh hồn ác quỷ đang chiếm hữu.
- Kang Ki-young vai Hwang Pil-kwang (Phần 2)[13][19]

Một ác linh cấp ba sở hữu khả năng điều khiển tâm lý mạnh mẽ, có thể hấp thụ khả năng của Counters.
- Kim Hieora vai Gelli Choi (Phần 2)[13]

Một ác linh cấp ba chuyên về tốc độ, cào, đâm, cắt và giết. Cô ấy cũng có thể đọc và xóa ký ức.
- Kim Hyun-Wook vai Wong Li Qiang (Phần 2)[20]

Một kẻ tâm thần sáng dạ với nụ cười đáng sợ. Sau khi giết một quầy hàng Trung Quốc và có được khả năng chữa bệnh, Wong quay trở lại Hàn Quốc và bắt đầu giết người một cách tàn bạo và khắc nghiệt hơn.
- Jin Seon-kyu vai Ma Joo-seok (Phần 2)[13]

Một ân nhân của Sơ Mun và một lính cứu hỏa máu nóng không biết cách làm ngơ trước sự bất công.

#### Trường cấp ba Jungjin
- Kim Eun-soo as Kim Woong-min

Bạn học và là bạn thân thời thơ ấu của Mun. Mun không hề hay biết Woong-min liên tục bị Hyuk-woo và tay sai bắt nạt. Sau đó anh đã phát hiện ra sự đau khổ của Woong-min, anh đã sử dụng sức mạnh Counter mới tìm thấy của mình để làm bẽ mặt Hyuk-woo.
- Lee Ji-won vai Im Joo-yeon[21]

Bạn học và là bạn thân thời thơ ấu của Mun. Joo-yeon đã giấu giếm sự thật với Mun rằng Woong-min đang bị Hyuk-woo bắt nạt.
- Jung Won-chang vai Shin Hyuk-woo

Con trai của Thị trưởng Jungjin Shin Myung-hwi; Bạn học của Mun. Do là con trai của thị trưởng, Hyuk-woo nhận được sự đối xử đặc biệt từ các giáo viên khoan dung cho những hành vi bắt nạt bạn học của mình, đặc biệt là Woong-min. Tuy nhiên, theo tiết lộ của Ha-na, anh ấy có mối quan hệ căng thẳng với gia đình mình. Sau đó, anh bị Mun làm nhục trong một trận đánh đấm trước mặt các bạn cùng trường, khiến anh có một mối hận thù sâu đậm với Mun. Nhưng cuối cùng, nhờ có Mun nên Hyuk-woo đã thay đổi và đi xin lỗi bạn bè
- Kim Min-ho vai Baek Jun-kyu

Thủ lĩnh của một băng nhóm chuyên đi thu tiền từ những kẻ bắt nạt nhỏ tuổi hơn, ngoại trừ Hyuk-woo. Jun-kyu cũng có ác cảm với Mun sau khi thất bại và chịu nhục nhã trong cuộc chiến với Mun.

#### Những người ở Jungjin

##### Phần 1
- Ahn Suk-hwan vai Choi Jang-mul

Người đầu tiên và lãnh đạo của các nhóm Counter ở Hàn Quốc; chủ tịch của Jangmul Retail. Jang-mul là một trong những tài phiệt giàu nhất Hàn Quốc. Ông quản lý chi phí của nhóm Counter và hỗ trợ họ trong những vấn đề cần ảnh hưởng của ông.
- Yoon Joo-sang vai Ha Seok-goo

Ông ngoại của Mun.
- Lee Joo-sil vai Jang Chun-ok

Bà ngoại của Mun. Bà bị chứng mất trí nhớ và hầu như không nhận ra Mun.
- Choi Yoon-young vai Kim Jeong-yeong[22]

Một thám tử cảnh sát tại Sở cảnh sát Jungjin; Bạn gái cũ của Mo-tak. Jeong-yeong là một thám tử chính trực, người luôn bị khuất phục bởi những cảnh sát biến chất vì đồng tiền. Cô phụ trách vụ án của bố mẹ So Mun.
- Lee Kyung-min vai Kang Han-wool

Một thám tử cảnh sát tại Sở cảnh sát Jungjin; Đàn em và cộng sự của Jeong-yeong.
- Son Kang-gook vai Choi Soo-ryong

Cảnh sát trưởng của sở cảnh sát Jungjin.
- Choi Kwang-il vai Shin Myung-hwi

Thị trưởng thành phố Jungjin; cha của Hyuk-woo. Thị trưởng Shin phụ trách một dự án tái phát triển lớn ở Jungjin. Nhưng đằng sau đó chính là rất nhiều tội ác mà ông đã gây ra.
- Jeon Jin-oh vai Noh Chang-kyu

Một tên xã hội đen cầm đầu đám đông đã tấn công Mo-tak bảy năm trước; Em trai của Hang-kyu.
- Kim Seung-hoon vai Noh Hang-kyu

Giám đốc Taeshin Construction; Anh trai của Chang-kyu.
- Lee Do-yeob vai Cho Tae-shin

Giám đốc điều hành của Taeshin Construction
- Kim Jung-jin vai Jang Hye-kyung[23]

Thư ký của Thị trưởng Shin
- Kim Yi-kyung vai Kim Yeong-nim

Một người phụ nữ trẻ mất tích sau khi làm việc tình nguyện ở cuộc bầu cử của Shin Myung-hwi bảy năm trước. Cô là bạn thân của Jang Hye-kyung.

##### Phần 2
- Hong Ji-hee vai Lee Min-ji

Vợ của Joo-seok.
- Seong Byeong-suk vai Shin Jung-ae

Mẹ của Joo-seok.
- Seo Byeok-joon vai Park Do-hwi

Mối tình đầu của Ha-na và là giáo viên dạy piano.
- Park Jung-bok vai Park Sung-wook

Với biệt danh Park Pro, anh là kế toán của Công ty Xây dựng Baekdu.
- Jeong Taek-hyeon vai Lim Jae-youl

Là thành viên của Red Rose Gang.
- Kim Hyun-joon as Lee Choong-jae

Giám đốc điều hành Công ty Xây dựng Baekdu.

### Những nhân vật khác

#### Phần 1
- Jeon Seok-ho vai So Gwon

Cha của So Mun và một cảnh sát, anh cũng là người quen của Mo-tak (tập 1-2, 11, 15-16).
- Son Yeo-eun vai Ha Mun-young

Mẹ của Mun và là một nữ cảnh sát (tập. 1-2, 16).
- Sung Ji-ru vai Jang Cheol-jung

Một cựu thành viên của Bộ đếm. Cheol-joong là Counter mạnh nhất trong bộ tứ trước đây. Anh bị giết hại bởi Chung-sin trong trận chiến một chọi một khốc liệt (tập 1).
- Lee Sun-bin vai Heo Hee-young

Một chủ quán cà phê có cha mẹ bị giết bởi một linh hồn ác quỷ cấp độ 2 (tập 1,3).
- Choi Go vai Một đứa trẻ mồ côi (tập 13-14)
- Son Ho-jun vai Oh Jung-gu

Một người Hàn Quốc được cử sang làm việc tại Singapore. Từng là một nhạc sĩ nhạc rock, anh trở thành Counter khi đối tác Yung của anh ấy là Dong-pal, chiếm hữu khi anh đang hôn mê; anh có khả năng chữa bệnh, tương tự như Mae-ok. Anh được điều động trở lại Hàn Quốc để chữa trị cho Mae-ok bị thương nặng, và sau đó tham gia cùng họ trong một nhiệm vụ chống lại một linh hồn Cấp 4. (tập 15)
- Im Ji-kyu vai Dong-pal

Đối tác Yung thứ hai của Mun; đối tác cũ Yung của Jang-mul và Jung-gu. Dong-pal trở thành đối tác của Jung-gu sau khi Jang-mul nghỉ hưu. Khi Jung-gu bị giết bởi Shin Myung-hwi, anh bị thu hút một cách kỳ lạ về phía Mun, giống như Wi-gen, và trở thành đối tác Yung thứ hai của Mun mặc dù sau này không hôn mê và là một Counter  15)

#### Phần 2
- Heo Dong-won vai Heo Je-hoon

Một con quỷ tài xế xe buýt trường học. (tập 13)
- Eom Ji-yoon vai Su-min

Cuộc hẹn hò mù quáng của Jeok-bong. (tập 2)
- Angelina Danilova vai Jade

Con gái của Wi-gen. (tập 12)

## Sản xuất
Vào tháng 7 năm 2020, nhà sản xuất thông báo dàn diễn viên đã được hoàn thiện. Kim Se-jeong Buổi đọc kịch bản được tổ chức vào tháng 10 năm 2020. Đoạn phim giới thiệu đầu tiên được phát hành vào ngày 19 tháng 10 năm 2020, mang đến cái nhìn sơ lược về các nhân vật.
Bộ phim cũng là sự tái hợp của Jo Byung-gyu và Lee Ji-won, những người trước đây đã làm việc cùng nhau trong một bộ phim ăn khách nổi tiếng Sky Castle.

## Nhạc phim

### Phần 1
| Phát hành vào 6 tháng 12 năm 2020 | Phát hành vào 6 tháng 12 năm 2020 | Phát hành vào 6 tháng 12 năm 2020 | Phát hành vào 6 tháng 12 năm 2020 | Phát hành vào 6 tháng 12 năm 2020 | Phát hành vào 6 tháng 12 năm 2020 |
| STT                               | Nhan đề                           | Phổ lời                           | Phổ nhạc                          | Nghệ sĩ                           | Thời lượng                        |
| --------------------------------- | --------------------------------- | --------------------------------- | --------------------------------- | --------------------------------- | --------------------------------- |
| 1.                                | "Close Your Eyes"                 | Hen Lee Geon                      | Hen                               | Isaac Hong                        | 3:04                              |
| 2.                                | "Close Your Eyes" (Inst.)         |                                   | Hen                               |                                   | 3:04                              |
| Tổng thời lượng:                  | Tổng thời lượng:                  | Tổng thời lượng:                  | Tổng thời lượng:                  | Tổng thời lượng:                  | 6:08                              |

### Phần 2
| Phát hành vào 20 tháng 12 năm 2020 | Phát hành vào 20 tháng 12 năm 2020 | Phát hành vào 20 tháng 12 năm 2020 | Phát hành vào 20 tháng 12 năm 2020 | Phát hành vào 20 tháng 12 năm 2020 | Phát hành vào 20 tháng 12 năm 2020 |
| STT                                | Nhan đề                            | Phổ lời                            | Phổ nhạc                           | Nghệ sĩ                            | Thời lượng                         |
| ---------------------------------- | ---------------------------------- | ---------------------------------- | ---------------------------------- | ---------------------------------- | ---------------------------------- |
| 1.                                 | "Meet Again" (재회 (再會))         | Sejeong                            | Sejeong MIN BYMORE                 | Sejeong (Gugudan)                  | 4:34                               |
| 2.                                 | "Meet Again" (Inst.)               |                                    | Sejeong MIN BYMORE                 |                                    | 4:34                               |
| Tổng thời lượng:                   | Tổng thời lượng:                   | Tổng thời lượng:                   | Tổng thời lượng:                   | Tổng thời lượng:                   | 9:08                               |

### Phần 3
| Phát hành vào 17 tháng 1 năm 2021 | Phát hành vào 17 tháng 1 năm 2021 | Phát hành vào 17 tháng 1 năm 2021 | Phát hành vào 17 tháng 1 năm 2021 | Phát hành vào 17 tháng 1 năm 2021 | Phát hành vào 17 tháng 1 năm 2021 |
| STT                               | Nhan đề                           | Phổ lời                           | Phổ nhạc                          | Nghệ sĩ                           | Thời lượng                        |
| --------------------------------- | --------------------------------- | --------------------------------- | --------------------------------- | --------------------------------- | --------------------------------- |
| 1.                                | "No Problem" (괜찮아)             | Jayins                            | Jayins                            | Dvwn                              | 3:31                              |
| 2.                                | "No Problem" (Inst.)              |                                   | Jayins                            |                                   | 3:31                              |
| Tổng thời lượng:                  | Tổng thời lượng:                  | Tổng thời lượng:                  | Tổng thời lượng:                  | Tổng thời lượng:                  | 7:02                              |

## Tỷ lệ người xem
Tập đầu tiên của bộ phim ghi nhận tỷ suất người xem trung bình là 2,7% trên toàn quốc và 3,2% ở khu vực đô thị, đạt mức cao nhất là 4,1%. Tập thứ 2 ghi nhận tỷ suất người xem là 4,35%, chứng kiến sự gia tăng bất thường của lượng người xem trung bình trên toàn quốc so với tỷ lệ của tập đầu tiên. Tập thứ 3 chạm ngưỡng 5,2% trên toàn quốc, tăng 0,8% so với tỷ suất người xem của tập 2. Tập 16 ghi nhận 11% tỷ suất người xem với khán giả trên toàn quốc, phá vỡ mức xếp hạng của bộ phim ở tập thứ 12, qua đó trở thành bộ phim có tỷ suất người xem cao thứ 16 trong lịch sử truyền hình cáp Hàn Quốc.
| Mùa | Mùa | Số tập | Số tập | Số tập | Số tập | Số tập | Số tập | Số tập | Số tập | Số tập | Số tập | Số tập | Số tập | Số tập | Số tập | Số tập | Số tập | Trung bình |
| Mùa | Mùa | 1      | 2      | 3      | 4      | 5      | 6      | 7      | 8      | 9      | 10     | 11     | 12     | 13     | 14     | 15     | 16     | Trung bình |
| --- | --- | ------ | ------ | ------ | ------ | ------ | ------ | ------ | ------ | ------ | ------ | ------ | ------ | ------ | ------ | ------ | ------ | ---------- |
|     | 1   | 0.737  | 1.208  | 1.446  | 1.857  | 1.786  | 2.352  | 2.343  | 2.666  | 2.701  | 2.793  | 2.816  | 3.216  | 2.974  | 2.981  | 2.925  | 3.257  | 2.379      |

| 1 | 28 tháng 11 năm 2020 | 2.702% (5th)  | 3.167% (5th)  |
| 2 | 29 tháng 11 năm 2020 | 4.350% (3rd)  | 4.145% (3rd)  |
| 3 | 5 tháng 12 năm 2020  | 5.329% (1st)  | 5.789% (1st)  |
| 4 | 6 tháng 12 năm 2020  | 6.724% (1st)  | 6.370% (1st)  |
| 5 | 12 tháng 12 năm 2020 | 6.060% (2nd)  | 6.695% (2nd)  |
| 6 | 13 tháng 12 năm 2020 | 7.654% (2nd)  | 7.364% (2nd)  |
| 7 | 19 tháng 12 năm 2020 | 7.721% (2nd)  | 7.602% (2nd)  |
| 8 | 20 tháng 12 năm 2020 | 9.302% (2nd)  | 8.963%(2nd)   |
| 9 | 2 tháng 1 năm 2021   | 8.386% (2nd)  | 8.289% (2nd)  |
| 10 | 3 tháng 1 năm 2021   | 9.093% (2nd)  | 9.188% (2nd)  |
| 11 | 9 tháng 1 năm 2021   | 8.677% (2nd)  | 7.764% (2nd)  |
| 12 | 10 tháng 1 năm 2021  | 10.581% (2nd) | 10.203% (2nd) |
| 13 | 16 tháng 1 năm 2021  | 9.372% (2nd)  | 9.476% (2nd)  |
| 14 | 17 tháng 1 năm 2021  | 9.926% (2nd)  | 9.870% (2nd)  |
| 15 | 23 tháng 1 năm 2021  | 8.995% (2nd)  | 8.550% (2nd)  |
| 16 | 24 tháng 1 năm 2021  | 10.999% (2nd) | 10.785% (2nd) |
| Trung bình | Trung bình           | 7.867%        | 7.764%        |
| - Trong bảng trên đây, số màu xanh biểu thị cho tỷ lệ người xem thấp nhất và số màu đỏ biểu thị cho tỷ lệ người xem cao nhất. - Bộ phim này được phát sóng trên hệ thống các kênh truyền hình cáp/trả phí nên số lượng người xem thấp hơn so với truyền hình miễn phí (ví dụ như KBS, SBS, MBC hay EBS). |                      |               |               |